# Aequidens epae
Espèce
Aequidens epae est un poisson d'eau douce de la famille des Cichlidés qui se rencontre en Amérique du Sud.

## Description
Aequidens epae mesure jusqu'à 11,3 cm.

## Répartition géographique
On les trouve en Amérique du Sud : bassin du fleuve Amazone.